# Pachia
Pachia (griego moderno: Παχειά) es una pequeña isla griega deshabitada del archipiélago del Dodecaneso, y es administrada por el municipio de Nisiros en la región meridional del Egeo.

## Geografía

### Ubicación geográfica

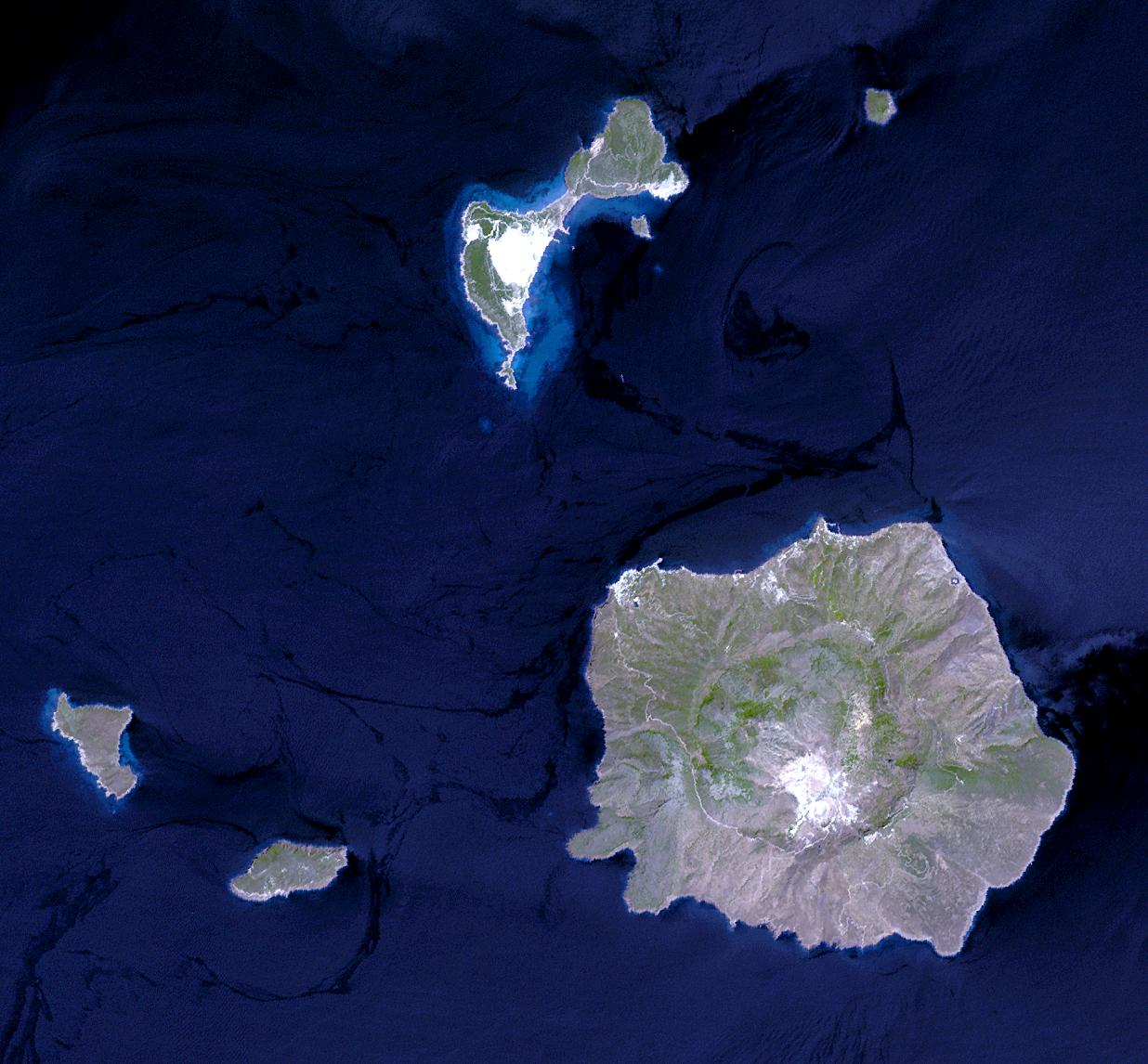
En sentido contrario a las agujas del reloj: Strongyli, Gyali, Pergousa, Pachia y Nisiros.

Pachia se encuentra en el este del mar Egeo, a unos 14 km al sureste de cabo Krikelos (Ακρωτήριο Κρίκελος), en el extremo sur de Cos y a unos 4 km al oeste de Nisiros. La isla también deshabitada de Pergousa se encuentra a unos 2,3 km al noroeste. En la dirección oeste-este la isla tiene una longitud de poco más de 1,9 km en el centro de la isla, el ancho es de unos 850 m.
Al igual que Nisiros y el sur de Cos, Pergousa, junto con Pachia, se encuentra en el arco oriental de las Cícladas y es de origen volcánico. Su suelo debido a este origen volcánico es anhidro y estéril.
En Pachia se encuentran las ruinas de dos torres de vigilancia del siglo IV a.E.

## Fauna
En 1993 por primera vez, se pudo detectar la presencia de la lagartija de Erhard (Podarcis erhardii) en el arco oriental del Egeo Medio, en las islas de Pergousa y Pachia.